# Renee Goust
Ilse Renee Herrera (1986), més coneguda amb el nom artístic de Renee Goust, és una compositora i cantautora mexicana. És autora de les cançons «Estimada Muerte (No nos maten)» i «La Cumbia Feminazi» que es consideren himnes internacionals del feminisme.
És una artista de música neofolclor crescuda a cavall entre els Estats Units d'Amèrica i Mèxic. És una cantautora feminista i queer que utilitza el llenguatge de les músiques d'Amèrica per a escriure cançons en castellà i anglès sobre la igualtat de gènere, les experiències LGBT+, la migració i altres temes de justícia social.

## Trajectòria
Tot i que sempre va viure a Nogales, Sonora, d'infant creuava la frontera diàriament per anar a l'escola a Nogales, Arizona. El seu primer acostament a la música va ser quan tenia 4 anys. Els seus pares la van inscriure a classes de piano, o més aviat de teclat. Sense tenir diners per a comprar l'instrument, la professora els va suggerir que li dibuixessin un de cartó. Als 14 anys es va interessar per la guitarra i va començar a aprendre de forma autodidacta i als 17 anys era directora del cor de l'institut.
Va estudiar cant a la Universitat de Guadalajara on va formar part una banda de rock fins que el 2007 es va traslladar a Nova York on va professionalitzar la seva carrera musical. També va compondre música original per al curtmetratge The Last of the Chupacabras de Disney+.